# Philosophie du langage ordinaire
Ne doit pas être confondu avec Philosophie linguistique.

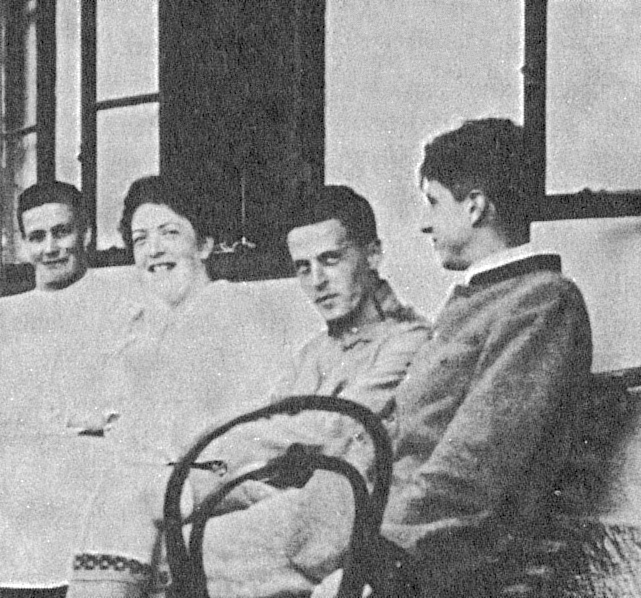
Wittgenstein, l'inspirateur de ce courant, en été 1920, assis entre sa sœur Helene Salzer et Arvid Sjögren.

La philosophie du langage ordinaire fut un courant dans la philosophie analytique qui prétendait éviter les « théories » philosophiques, les excès de formalisme pour donner plus d'attention aux usages et aux pratiques du langage ordinaire et du sens commun. 
Le courant était surtout inspiré par Ludwig Wittgenstein, notamment dans son évolution après le Tractatus logico-philosophicus vers ce qu'on a appelé sa « seconde philosophie ». Bien que Wittgenstein ait enseigné à Cambridge, c'est surtout à Oxford avec Gilbert Ryle (1900–1976), J. L. Austin (1911–1960), P. F. Strawson (1919–2006), Paul Grice (1913–1988) et John Wisdom (1904–1993) que le mouvement se développa. 

## Histoire
Le retour au langage naturel est une réaction à l'égard des origines de la philosophie analytique, qu'on a parfois appelé la « philosophie du langage idéal ». Pour des auteurs comme Bertrand Russell, Gottlob Frege, Rudolf Carnap ou même Willard Van Orman Quine, le langage ordinaire est confus, simpliste, rempli d'erreurs et doit être corrigé dans une version formelle plus rigoureuse et sans ambiguïté, conformément à la logique contemporaine. 
Pour Wittgenstein, au contraire, tel qu'il aborde la chose dans son enseignement des années 1930 et dans les Recherches philosophiques (1953), il n'y a rien à corriger dans le langage ordinaire, qui est fait de nombreux usages différents, de jeux de langage aux règles adaptées à différentes circonstances. Partir de ce langage ordinaire permet de dissoudre des problèmes philosophiques qui sont engendrés par le langage de la philosophie. 
Le courant, qui était dominant dans la philosophie analytique des années 1950, surtout au Royaume-Uni, déclina mais certaines thèses de ces philosophes, notamment de J. L. Austin ou de Paul Grice, ont eu une plus grande importance en linguistique, en particulier en pragmatique.